# Olea salicifolia
Espèce
Classification phylogénétique
Olea salicifolia Wallich ex G. Don (en langue chinoise translittérée : xi ma mu xi lan) est une espèce de plantes à fleurs de la famille des Oleaceae et du genre Olea. C'est un arbuste ou un arbre qui pousse dans une grande partie de l'Asie, depuis l'Inde jusqu'à la Chine.

## Description

### Appareil végétatif
Ce sont de petits arbres polygames-dioïques, c'est-à-dire fonctionnellement dioïques, mais avec quelques fleurs du sexe opposé ou quelques fleurs bisexuées. Les petites branches sont sub-cylindriques et allongées (« terete »), glabres.
Le pétiole des feuilles mesure de 5 à 10 mm. Le limbe des feuilles est lancéolé à elliptique-lancéolé (7-)10 à 15(-23) par (2-)3 à 4,5(-7) cm, assez coriace, glabre, la base en coin à largement ainsi ou obtuse, la est entière, l'apex est long, aigu-acuminé. Les nervures primaires sont au nombre de 7 à 9 de chaque côté de la nervure centrale, assez sombres..

### Appareil reproducteur

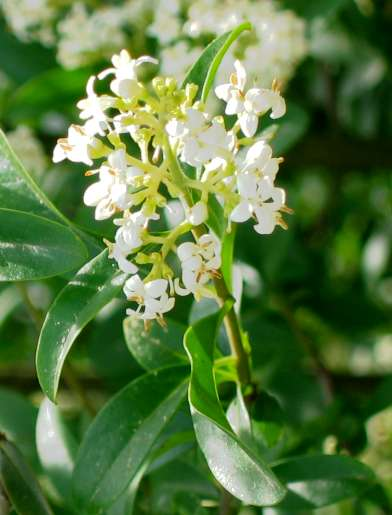
Inflorescence d'Oleacée en panicule.

Les inflorescences sont des panicules axillaires de 4 à 12 cm, très finement pubescents. Le pédicelle mesure de 0 à 3 mm. Les fleurs ont un calice quadrilobé de 0,5 mm.
Les fruits sont des drupes étroitement ovoïdes, de 1,2 à 1,5 cm par 5 à 7 mm. La floraison intervient en juin et la fructification en septembre.

### Répartition géographique
- En Chine, on le trouve dans les bois sur les pentes, depuis le niveau de la mer jusqu'à 1.400 m. On le rencontre dans les provinces de Xizang, Guangdong, Guangxi, Guizhou [s.e.] et Yunnan.
- En Inde (Arunachal Pradesh, Manipur, Meghalaya et Mizoram).
- En Indochine : Birmanie, Cambodge, Laos, Thaïlande et Vietnam.
- En Malaisie péninsulaire.

## Sources
Pour des articles plus généraux, voir Oleaceae et Olea.